# Kivumu
Kivumu är ett vattendrag i Burundi.   Det ligger i provinsen Kayanza, i den nordvästra delen av landet, 50 kilometer nordost om huvudstaden Bujumbura.
Omgivningarna runt Kivumu är en mosaik av jordbruksmark och naturlig växtlighet. Runt Kivumu är det tätbefolkat, med 297 invånare per kvadratkilometer.